# La fonte meravigliosa (film)
La fonte meravigliosa (The Fountainhead) è un film drammatico del 1949 diretto da King Vidor e basato sul romanzo omonimo di Ayn Rand. Protagonista del film è Gary Cooper nel ruolo dell'architetto Howard Roark, Patricia Neal nel ruolo di Dominique Francon, Raymond Massey nel ruolo di Gail Wynand, Robert Douglas nel ruolo di Ellsworth Toohey e Kent Smith nel ruolo di Peter Keating. La figura dell'architetto Howard Roark è liberamente ispirata a quella dell'architetto Frank Lloyd Wright.

## Trama
Howard Roark, un geniale architetto dalle grandi idee moderne, vive e lavora a New York in un periodo dove tutti gli edifici in costruzione, come i grattacieli, somigliano a templi greci o a cattedrali gotiche. Dopo essergli stata affidata la costruzione di un grattacielo dove però le sue idee cozzano contro la committenza, che in fase di attuazione gli rovina il suo progetto originale, si riduce a lavorare in una cava di marmi pur di non scendere a compromessi. Qui incontra la figlia del proprietario della miniera, Dominique, e tra i due scoppia un grande amore. L'integrità nei suoi ideali, la sua moralità e la scelta di costruire solo per chi comprende le sue idee e la natura dei suoi lavori integri nel loro essere, lo portano ad essere accusato di offendere l'arte e l'incolumità pubblica. Abbandonato da Dominique, che torna a New York e si sposa con il suo editore, dopo duri sacrifici riesce ad affermare le sue idee architettoniche. Tempo dopo il marito Wynand, direttore dell'editoriale The Banner che tanto contribuì alla sua rovina, lo apprezzerà diventandone amico, e gli affiderà il compito di disegnare una casa che sia un tempio dedicato a sua moglie.
Peter, un vecchio amico architetto in difficoltà con il progetto delle case popolari, chiede aiuto proprio ad Howard che rinuncia a figurare come autore ma pone una sola condizione: il progetto non dovrà essere modificato. Concluso l'accordo parte in crociera con Wynand.
Tornato a New York scopre che il suo progetto è stato rimaneggiato e decide freddamente di far saltare l'edificio a suo dire rovinato. Peter viene costretto a rivelare la verità sull'autore del progetto così Howard viene scoperto e citato in giudizio. 
Durante il processo Dominique e suo marito mettono al suo servizio i giornali dell'editore, uniche voci a difesa della libertà di espressione anche architettonica. Ma durante il processo, Wynland cede alle pressioni colpevoliste di Roark e lo attacca. L'architetto invece viene assolto. Il marito di Dominique per la vergogna fugge dal tribunale; poi lo chiama, gli affida la costruzione di un grande edificio in sua memoria, estrae dal cassetto la pistola, e si suicida.
Nella scena finale del film Dominique, ormai ufficialmente signora Roark, si reca al cantiere dell'Edificio Wynand e raggiunge il marito che l'attende guardandola (e guardando metaforicamente tutti coloro che nella sua vita l'hanno ostacolato) dalla sommità del grattacielo più alto della città, dall'alto in basso.

## Produzione
Il film venne girato in California, a Fresno e negli studios di Burbank della Warner Bros., che aveva prodotto il film.

## Critica
(Lorenzo Codelli, Positif n. 163)